# Magnus von Knebel-Doeberitz
Philipp Anton Friedrich Magnus von Knebel-Doeberitz (* 7. Dezember 1815; † 8. Dezember 1884) war ein preußischer Verwaltungsjurist und Landrat im Landkreis Neumarkt, Provinz Schlesien.

## Leben
Knebel-Doeberitz war Herr auf Klebow und entstammt dem 1756 nobilitierten Familienzweig der von Knebel. Er war der Sohn des Gutsherrn Ludwig von Knebel Doeberitz (* 1783; † 1840) und seiner Ehefrau Wilhelmine von Wolden (* 1785; † 1867). Magnus selbst absolvierte ein Studium der Rechts- und Kameralwissenschaften in Berlin und Bonn. Ab 1839 wirkte er als Auskultator am Kreisgericht und war 1841 Referendar sowie ab 1841 Regierungsreferendar in Potsdam. Seit 1845 Regierungsassessor wirkte er ab 1846 in Breslau, ab 1847 in Stettin und ab 1848 wieder in Breslau. 1851 wurde er zum interimistischen Landrat in Neumarkt in Schlesien ernannt. 1855 wurde seine Berufung vertagt aber 1856 bis 1884 amtierte er dann als Landrat in Neumarkt. Später wurde er noch zum Regierungsrat ernannt.
Seine eigene Familie gründete Magnus mit Elisabeth von Prittwitz und Gaffron (* 1826; † 1848), dann in zweiter Ehe mit deren Schwester Helene (* 1831; † 1859). Aus erster Beziehung stammt der Sohn Gebhard (* 1848; † 1921), Gutserbe auf Klebow, u. a. auch Mitglied des Preußischen Herrenhauses auf Lebenszeit, Ritterschaftsrat und Rittmeister a. D.; Ehefrau Elsbeth von Braunschweig. Der aus zweiter Ehe des Magnus mit Helene stammende Sohn Edgar (* 1853; † 1894), verheiratet mit Ilidore von Biel, erhielt Gut Friedrichshof. Enkel Rudolf (* 1887; † 1907) wurde nachfolgend Friedrichsdorfer Besitzer, dann folgte dessen Sohn Karl-Magnus Josias als Fideikommissherr auf Friedrichsdorf, zugleich war dieser Reserve-Offizier.
Der Politiker und Landrat Georg von Knebel Doeberitz ist sein älterer Bruder.